# José Luis Laucirica Pérez
José Luis Laucirica Pérez   (Gallarta, 26 de novembre de 1921 - Barakaldo, 9 de setembre de 1999), de vegades escrit Lauzurica o Lauzarica, fou un futbolista basc de la dècada de 1940.
Jugava en la posició d'extrem dret. Va ser jugador del Barakaldo Oriamendi entre 1939 i 1942. Passà per l'Arenas de Getxo i el CD Logroñés, abans de fitxar pel RCD Espanyol.
Jugà una temporada al primer equip, jugant només 3 partits de lliga, i al segon equip. També jugà cedit a la UE Sants.